# Oreti (fleuve)
L'Oreti (anglais : Oreti River) est un fleuve et l'un des plus longs cours d'eau de la Nouvelle-Zélande, situé dans le sud de l'île du Sud, dans le district de Southland, dans la région de Southland.

## Géographie
Il coule sur 170 km. Il puise sa source près des lacs Mavora, entre le lac Te Anau et le lac Wakatipu, avant de continuer au sud dans les plaines du Southland (en) jusqu'à son embouchure au détroit de Foveaux au niveau de la plage d'Oreti. Dans son parcours il passe par les villages de Lumsden et Winton ainsi que la ville d'Invercargill. Parmi ses affluents on trouve la rivière Dipton (en) et la rivière Makarewa.
Autour d'Invercargill et de son propre estuaire il est appelé New River, nom occasionnellement utilisé pour faire référence à tout le fleuve.

## Hydrologie
Son régime hydrologique est dit pluvial océanique.